# افسانه چترنور
افسانه چترنور (زادهٔ ۲۵ فروردین ۱۳۷۷ در زنجان) بازیکن فوتبال اهل ایران است.
وی همچنین در تیم‌های ملی فوتبال زنان ایران بازی کرده است. چترنور در مسیر رسیدن تیم ملی زنان ایران به مرحله دوم مسابقات انتخابی المپیک ۲۰۲۴ پاریس موفق شد گل صعود تیم ایران را وارد دروازه میانمار کند.

## افتخارات

### فردی
کسب عنوان خانم گلی لیگ برتر فوتبال زنان ایران در سال ۱۳۹۹
کسب عنوان خانم گلی لیگ برتر فوتبال زنان ایران در سال ۱۴۰۱
کسب عنوان خانم گلی جام باشگاه‌های زنان آسیا ۲۰۲۱

### تیمی
۲ قهرمانی در لیگ برتر فوتبال زنان ایران همراه تیم شهرداری سیرجان
۴ نایب‌قهرمانی در لیگ برتر فوتبال زنان ایران همراه تیم شهرداری سیرجان
۳ مقام سومی در لیگ برتر فوتبال زنان ایران همراه تیم شهرداری سیرجان